# Mexikoplatz

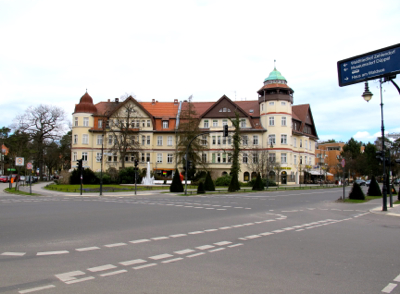
Mexikoplatz

Mexikoplatz är ett torg i Zehlendorf i sydvästra Berlin. Mexikoplatz domineras av järnvägsstationen Mexikoplatz i jugendstil som trafikeras av S-Bahns linje S1 på sträckan ut mot Potsdam. 1959 fick platsen sitt nuvarande namn. I samband med Berlins 750-årsjubileum 1987 restaurerades torget och stationen.

## Galleri

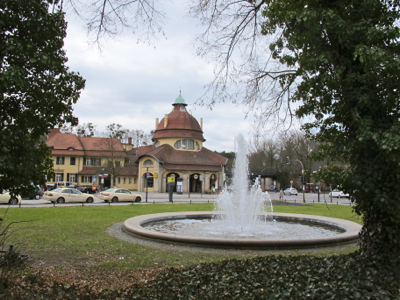
Mexikoplatz med järnvägsstationen
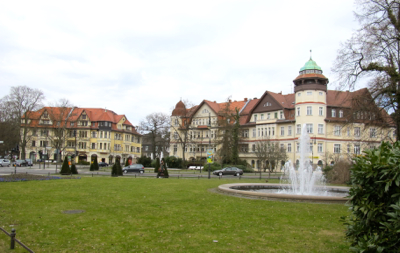
Mexikoplatz
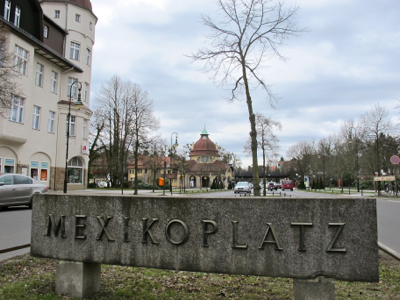
Mexikoplatz